# Grande porte côtière
La tour de la grande Porte côtière (en estonien : Suure Rannavärava eesvärav) est une porte de la ville des remparts de Tallinn située à l'intersection des rues Pikk tänav et Rannamäe tee.

## Présentation
La porte a été construite entre 1448 et 1460 et se composait de deux tours élancées et d'une porte analogue à la porte d'entrée de la porte Viru. 
Aux XVe et XVIe siècles, au nord-est de la porte d'entrée se trouvait l'un des plus anciens jardins de Tallinn : la roseraie (et).
La reprise des travaux de construction au XVIe siècle était apparemment dus à la détérioration des relations entre l'Ordre de Livonie et le Grand-Duché de Russie.
En 1510, les travaux commencèrent, au cours desquels une nouvelle porte d'entrée fut ajoutée et un nouveau type de tour d'artillerie fut construit à la place de la tour orientale, notamment pour la protection du port, qui devait déjà avoir un effet imposant par son aspect extérieur. 
La petite tour élancée du côté ouest a été conservée.
Les travaux de construction furent dirigés dans les années 1518-1529 par Gert Koningk, un maître d'œuvre de Westphalie. 
Les travaux furent achevés en 1531.
À l'est de la porte se trouve la tour de défense tour Grosse Marguerite, qui abrite le musée maritime estonien.

## Galerie

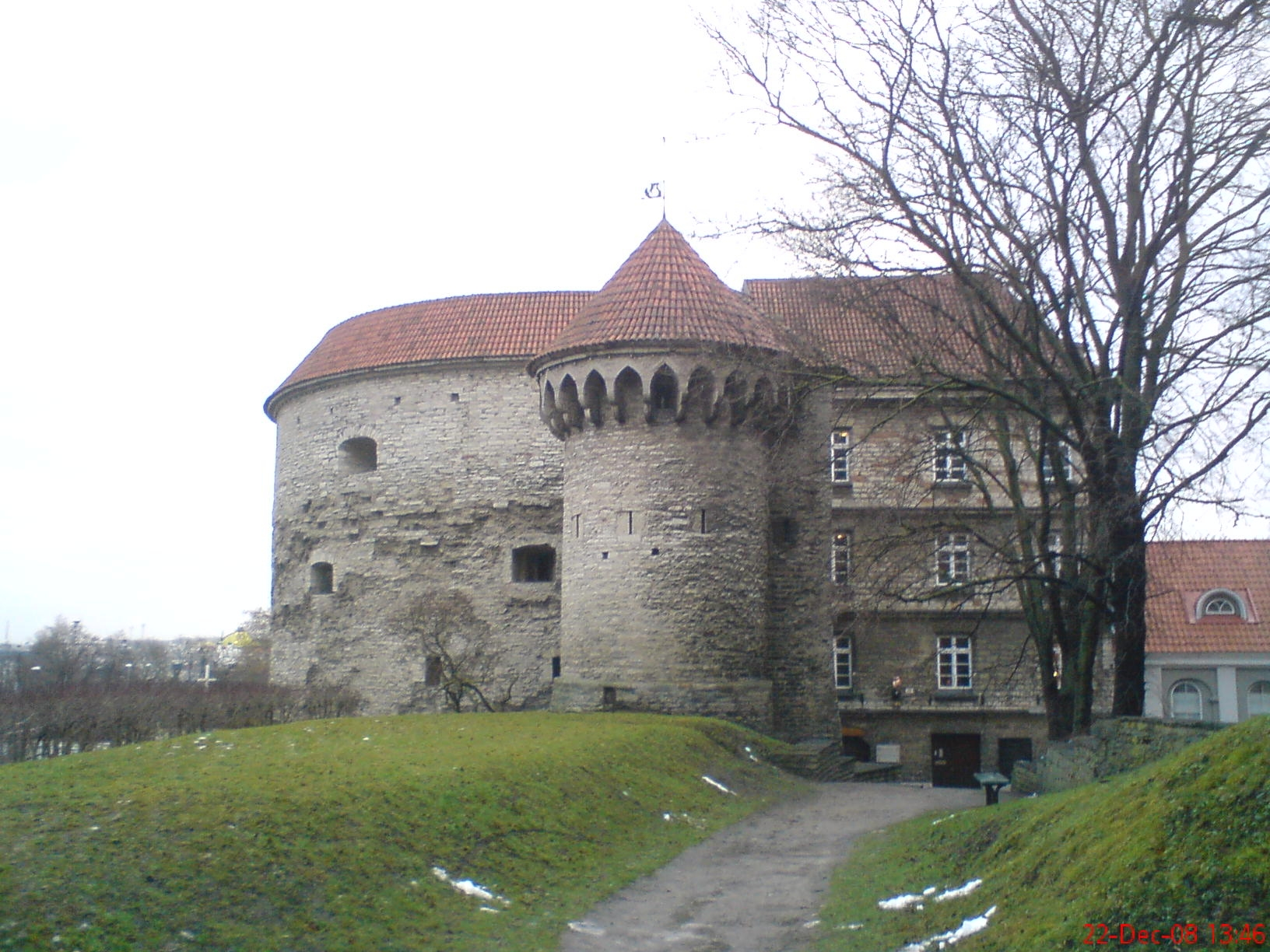
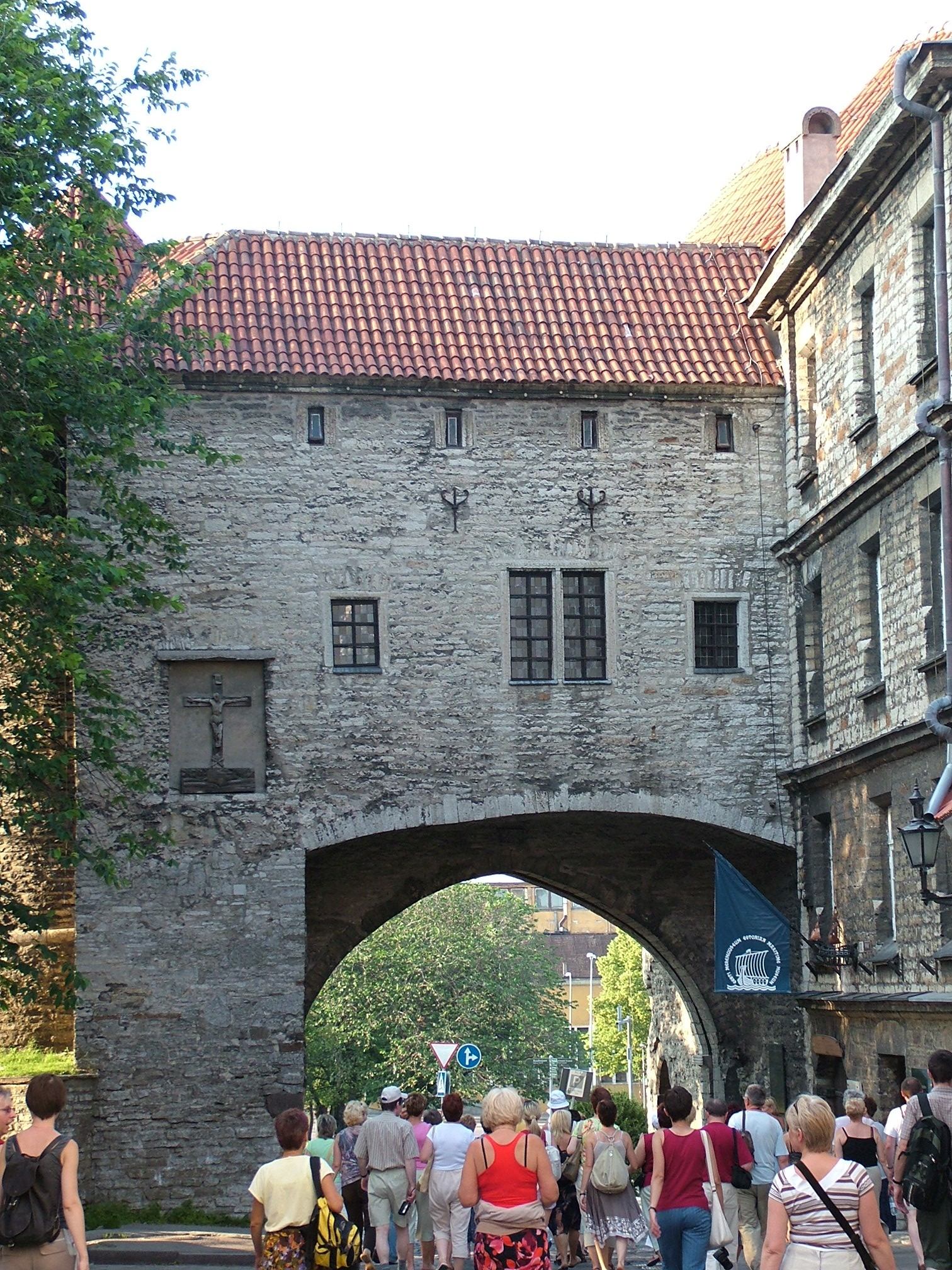
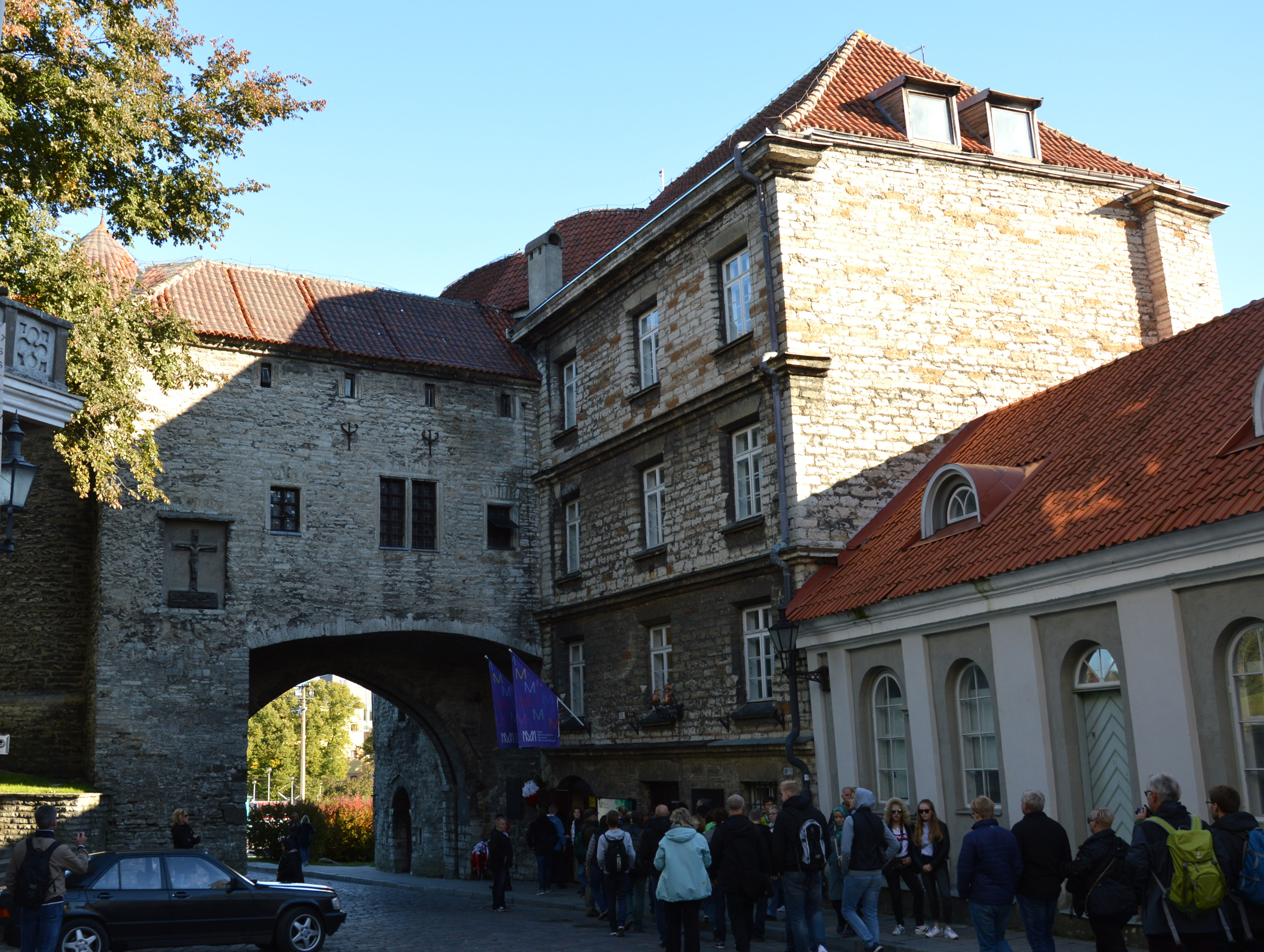
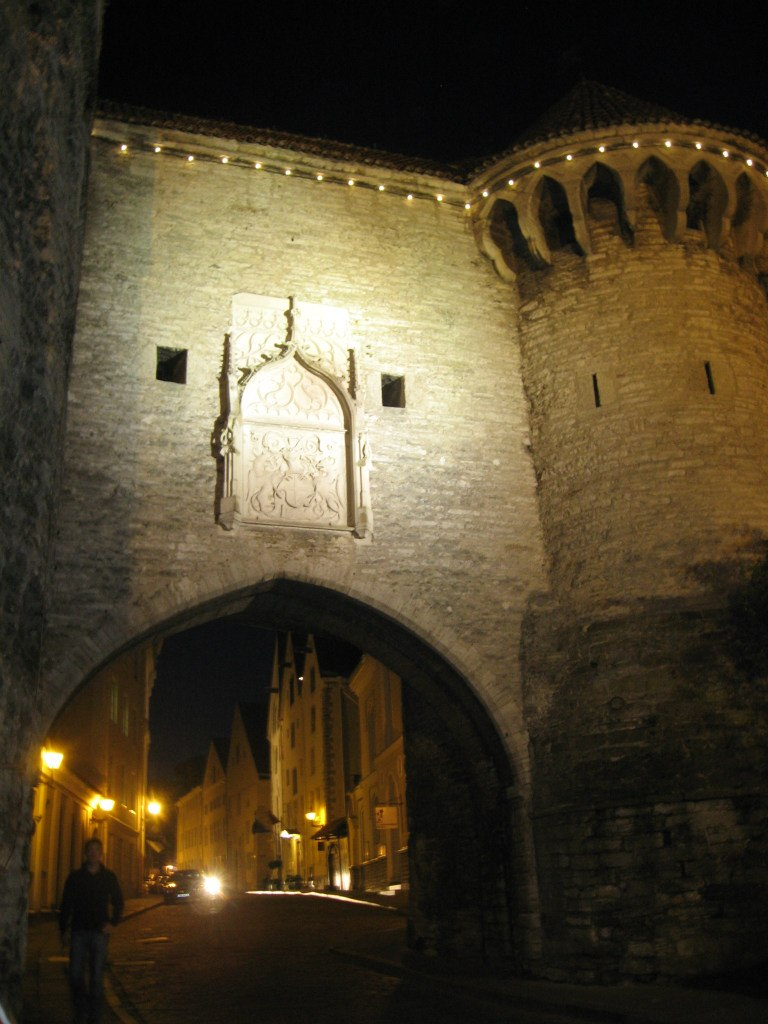